# 지례군
지례군(知禮郡)은 지금의 경상북도 김천시 남부 지역에 해당하는 행정 구역으로 1914년 김천군에 통폐합되었다.

## 역사
(링크)
본래 신라의 지품천현(知品川縣)이었는데 경덕왕 때지례현으로 고쳐 개령군(開寧郡)의 영현을 삼았다. 1018년(현종 9)경산부(京山府 : 지금의 성주군)에 예속시켰다가 공양왕 때 감무를 설치하였고 조선 말기까지 지례현으로 존속하였다.
1895년(고종 32)지례군이 되었다가 1914년 행정구역개편 때 김천군에 병합되면서 지례면이 되었고, 김천이 시로 승격하자 금릉군에, 1995년에는 금릉군과 김천시가 통합되어 김천시가 되었다.
조선시대에는 이 지역이 소백산맥의 동쪽 사면을 차지하는 내륙산간지역으로 성주ㆍ금산(金山)ㆍ상주ㆍ무주 등지를 연결하는 도로가 발달하였다. 이곳에는 구산(龜山) 봉수와 작내역(作乃驛) 등이 있어 군사교통상 중요시되던 곳이었다.

## 1914년 이후
| 부령 제111호 |             |                                                                                |
| 구 행정구역 | 신 행정구역 | 신 행정구역                                                                    |
| 지례군 내증산면(內甑山面) 황항리 일부, 부항리/시동/한적리/월도리, 상동리/하동리/조산리/월포리, 추령리/평촌/장평리, 수도리, 지촌/유성리/옥동, 거물리/금곡리/가정리, 장전리/청천리/송계리, 봉산리/황정리/고동/황항리 일부, 죽항리/초동/문복리/황점리 | 증산면      | 황항리, 부항리, 동안리, 평촌리, 수도리, 유성리, 금곡리, 장전리, 황정리, 황점리 |
| 지례군 외증산면(外甑山面) 내고리/외고리/울곡리, 상신평리/하신평리/삼곡리, 이전리/해평리 | 지례면      | 울곡리, 신평리, 이전리                                                         |
| 지례군 상현면(上縣面) 관덕리/구수리/고석리, 도곡리/송천리/신평리, 여배리 | 지례면      | 관덕리, 도곡리, 여배리                                                         |
| 지례군 하현면(下縣面) 건목리/거물리, 교동/교촌/부평리, 고념리/대율리, 동산리/상부리/하부리/현장촌/동장촌 | 지례면      | 거물리, 교리, 대율리, 상부리                                                   |
| 지례군 상남면(上南面) 내감리, 덕산리/주치리, 연화리/소태리, 외감리/중감리 | 대덕면      | 내감리, 덕산리, 연화리, 외감리                                                 |
| 지례군 하남면(下南面) 천곡리/가례리/석정리, 호미리/(상남면)관기리/(외남면)장곡리, 조룡리/쌍괴리/양지리/조현리/풍곡리, 다화리/중산리, 추장리/송전리/황성리                                                                                          | 대덕면      | 가례리, 관기리, 조룡리, 중산리, 추량리                                         |
| 지례군 외남면(外南面) 대동/여서리, 임기리/문의리, 기동/화전리/외산리/내산리/월매리 | 대덕면      | 대리, 문의리, 화전리                                                           |
| 지례군 상서면(上西面) 대야리/(하서면)신촌/임곡리 일부, 단산리/사등리, 어전리/부항리, 월곡리/구룡리/학동, 지제리/서장촌/하대리, 해인동/상대리 | 부항면      | 대야리, 사등리, 어전리, 월곡리, 하대리, 해인리                                 |
| 지례군 하서면(下西面) 두산리/말미리, 죽동/용촌/유촌/동산리/가물리, 옥류리/신류리, 안간리/대평리, 상지리/하지리, 죽전리/파천리/임곡리 일부, 교현리/내회리/외회리/중회리                                                                             | 부항면      | 두산리, 유촌리, 신옥리, 안간리, 지좌리, 파천리, 회곡리                         |
| 지례군 상북면(上北面) 사점리/마산리, 복호리/거룡리, 임천리 일부/월평리/임계리/북장촌, 임평리, 임천리 일부/지곡리/단계리 | 석현면      | 마산리, 용호리, 월계리, 임평리, 임천리                                         |
| 지례군 하북면(下北面) 구미리/방산리/(상북면)무능리, 운동/지품리/미평리, 상거리/명덕리/대림리/복문리/(김산군 대항면)백어동, 상원리/수도리, 관현리/작내리, 하원리/하거리                                                                             | 석현면      | 구미리, 미평리, 상거리, 상원리, 작내리, 하원리                                 |